# Xanthorhoe faeroensis
Xanthorhoe faeroensis là một loài bướm đêm trong họ Geometridae.